# Diocese de Nongstoin
A Diocese de Nongstoin (Latim:Dioecesis Nongstoinensis) é uma diocese localizada no município de Nongstoin, no estado de Megalaia, pertencente a Arquidiocese de Shillong na Índia. Foi fundada em 28 de janeiro de 2006 pelo Papa Bento XVI. Com uma população católica de 164.334 habitantes, sendo 28,3% da população total, possui 22 paróquias com dados de 2020.

## História
Em 28 de janeiro de 2006 o Papa Bento XVI cria a Diocese de Nongstoin e a Diocese de Jowai através do território da Arquidiocese de Shillong.

## Lista de bispos
A seguir uma lista de bispos desde a criação da diocese em 2006.
|                          | Nome                 | Período     | Notas                  |
| Bispos                   | Bispos               | Bispos      | Bispos                 |
| ------------------------ | -------------------- | ----------- | ---------------------- |
| 2º                       | Wilbert Marwein      | 2023-       | Atual                  |
| 1º                       | Victor Lyngdoh       | 2006-2016   | Nomeado bispo de Jowai |
| Administrador apostólico |                      |             |                        |
| 1º                       | Dominic Jala, S.D.B. | 2016 - 2019 |                        |